# Schwebebahnstation Oberbarmen Bahnhof
Die Schwebebahnstation Oberbarmen Bahnhof (auch Oberbarmen Bahnhof/Berliner Platz, kurz Oberbarmen Bf oder Oberbarmen) ist die östliche Endstation der Wuppertaler Schwebebahn. Sie liegt im Wuppertaler Stadtteil Oberbarmen. In ihrer Nähe befindet sich der namensgebende Bahnhof Wuppertal-Oberbarmen.

## Geschichte

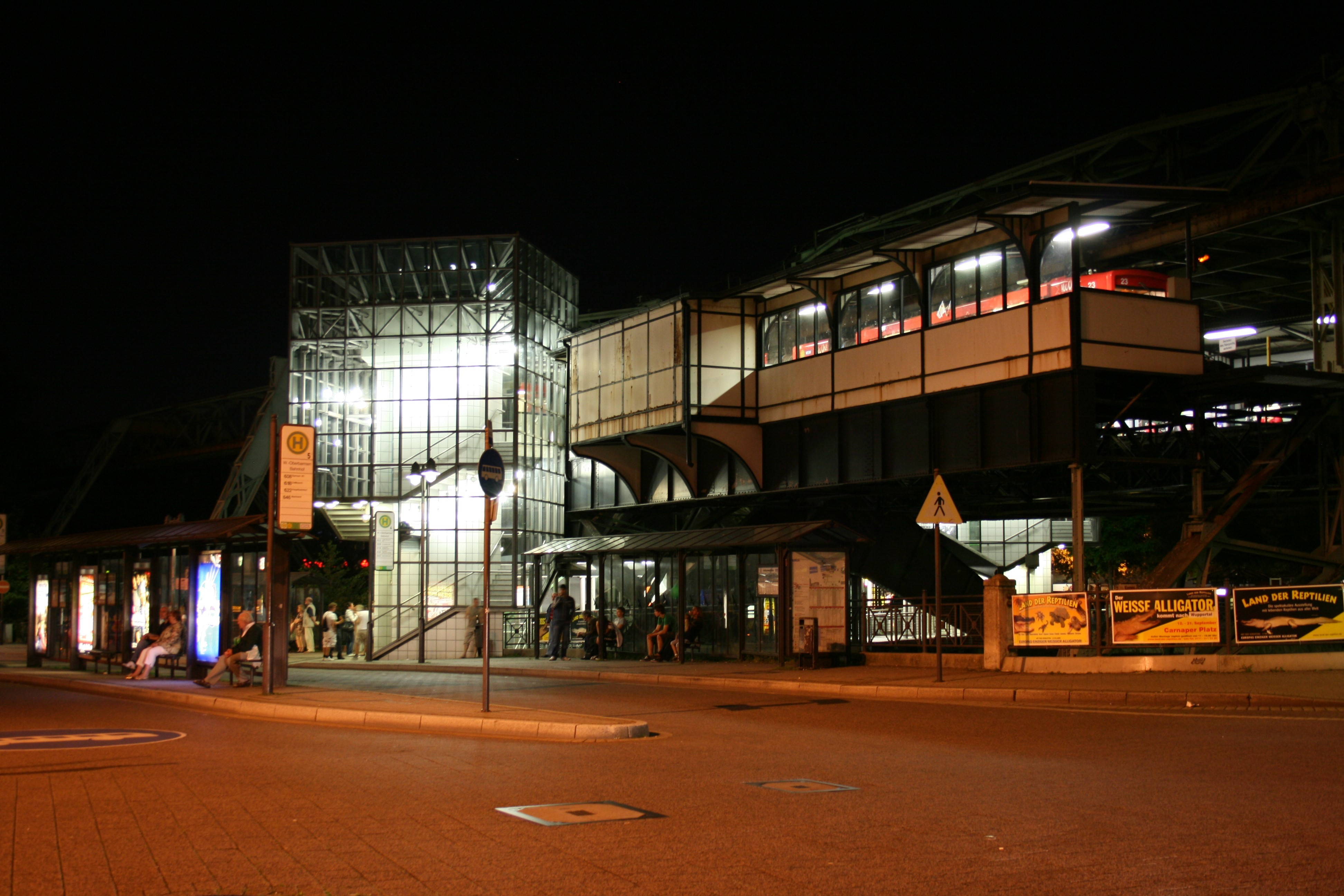
Alte Station und Busbahnhof, Blick von Südosten, 2008

Die Schwebebahnstation und die Wagenhalle Oberbarmen wurden im Sommer und Herbst 2012 umgebaut. In dem Sommerferien 2012 pausierte dazu der Verkehr der Schwebebahn, die Haltestelle, ein Teil der Wagenhalle und das Gerüst wurden demontiert. Bei dem Umbau wurde die Kehre vom Ende der Wagenhalle an den Anfang verlegt und zum Ende der Ferien in Betrieb genommen. Bis Oktober wurde die Station neu gebaut, der letzte bediente Halt war in dieser Zeit Wupperfeld. Am 22. Oktober 2012 wurde dann der Neubau eröffnet. Die historische Wagenhalle wurde ebenfalls durch einen Neubau in einem ähnlichen Stil ersetzt, was von Denkmalschützern kritisiert wurde.

## Aufbau
Die Schwebebahnendstation Oberbarmen Bahnhof befindet sich in Hochlage über der Wupper und verfügt über Seitenbahnsteige, deren Zugang über Wendeltreppen erfolgt. Für barrierefreien Zugang stehen Aufzugsanlagen bereit.

## Lage
Unmittelbar südlich der Schwebebahnstation befinden sich der Busbahnhof „Oberbarmen Bf“ sowie der Eingang in den Bahnhof Wuppertal-Oberbarmen, nördlich grenzt der Berliner Platz an.
Östlich der Schwebebahnendstation befinden sich eine Schleife zum Wenden der Bahnen sowie ein Schwebebahndepot. Im Gegensatz zur am anderen Ende der Strecke gelegenen Schwebebahnendstation Vohwinkel können in Oberbarmen Züge nur abgestellt werden, wogegen sich in Vohwinkel zusätzlich die Hauptwerkstatt befindet.

## Bedienung
Die Schwebebahnstation wird von der einzigen Schwebebahnlinie, der Linie 60, bedient, welche dort ihren östlichen Endpunkt hat.
| Linie | Verlauf | Takt    |
| ----- | --- | ------- |
| 60    | Vohwinkel Schwebebahn – Bruch – Hammerstein – Sonnborner Straße – Zoo/Stadion – Varresbecker Straße – Westende – Pestalozzistraße – Robert-Daum-Platz – Ohligsmühle/Stadthalle – Hauptbahnhof – Kluse – Landgericht – Völklinger Straße – Loher Brücke – Adlerbrücke – Alter Markt – Werther Brücke – Wupperfeld – Oberbarmen Bf | 3–5 min |

Über den Bahnhof Wuppertal-Oberbarmen bestehen Umsteigemöglichkeiten zu mehreren Linien des Schienenpersonennahverkehrs. Der Busbahnhof bietet Umsteigemöglichkeiten zu den Buslinien in die östlicheren Wuppertaler Stadtteile sowie nach Ennepetal, Radevormwald und Lüttringhausen.